# Placerias

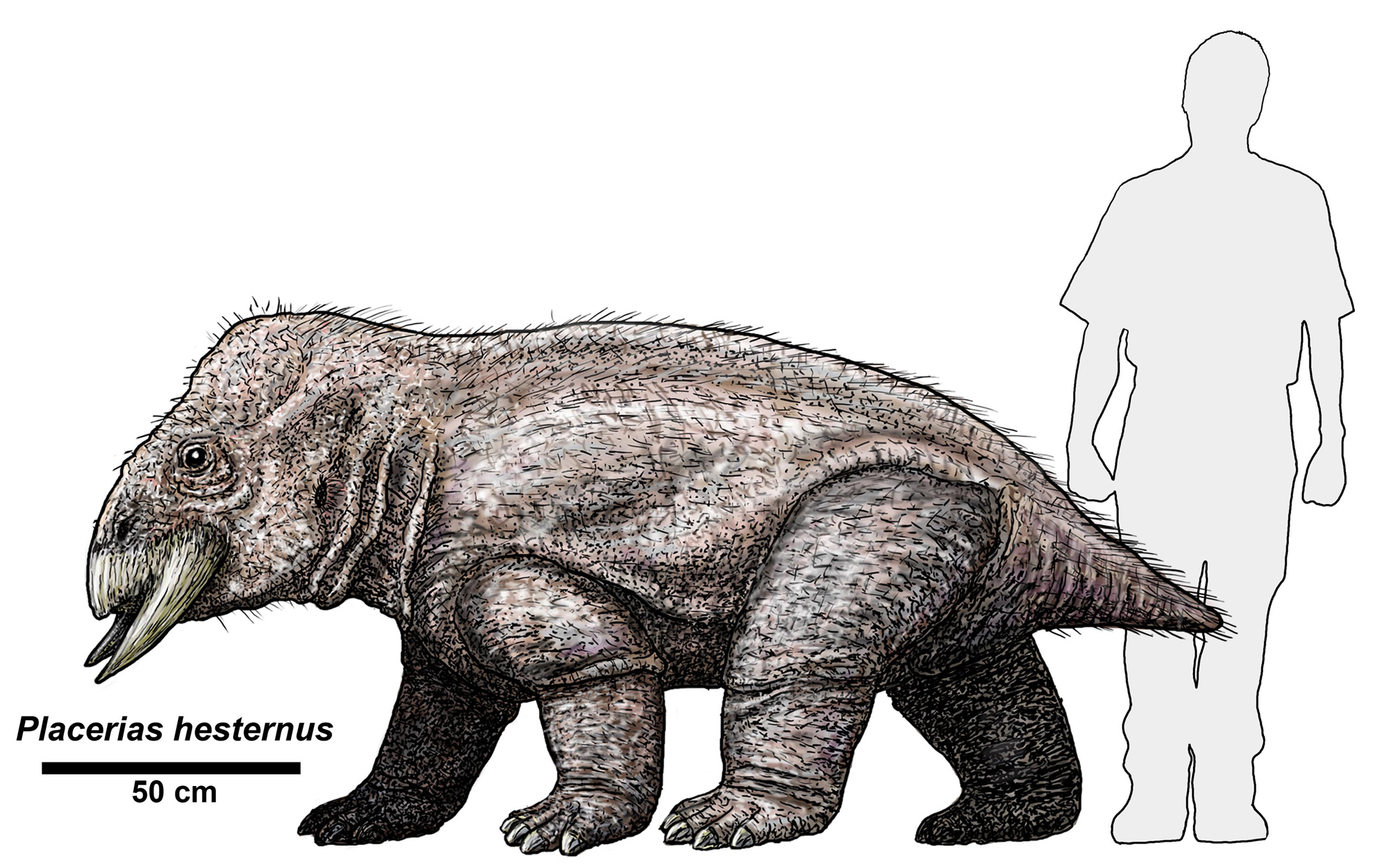
O tamanho de um placéria comparado com um humano.

Placerias foram um dicinodonte (um grupo de mamíferos, como os répteis), que viveu no período Triássico (221-210 milhões de anos atrás) da Era Mesozoica do Éon Fanerozoico. Foi um membro da família Kannemeyeridae, o último representante conhecido do grupo neste momento. Os dicinodontes foram extintos pouco tempo depois.

## Descrição
Foi o maior animal herbívoro de seu tempo, medindo até 3,5 metros de comprimento e pesava até uma tonelada (aproximadamente 907 kg). Possuía um pescoço poderoso, as pernas fortes e um corpo em forma de barril. Tinha aparência e costumes parecidos com o moderno hipopótamo, passando grande parte do seu tempo durante a estação chuvosa na água, mastigando a vegetação. Permanecer na água também teria dado às Placerias alguma proteção contra predadores terrestres como o Postosuchus. A Placéria usou seu bico para cortar através de galhos grossos e raízes; e com duas curtas presas que poderiam ser usadas para revirar a terra à procura de raízes úmidas, para a defesa e para ataque, como por exemplo, disputar território e fêmeas.

## Descoberta
Quarenta fósseis de Placerias foram encontrados perto de St. Johns, no sudeste da Floresta Petrificada do Arizona. Este local tornou-se conhecido como a "Pedreira dos Placerias" e foi descoberto em 1930 por Charles Camp e Samuel Welles, da Universidade da Califórnia, Berkeley.

## Na cultura popular
Até a data, as Placéria apareceram em um documentário, "Caminhando com Dinossauros". O documentário mostrou que elas viviam pastando e escavando à procura de raízes e tubérculos com suas presas. Elas também foram mostradas a descer a uma ribeira para beber. Eles foram a presa principal do predador ápice Postosuchus. Em outra cena, eles são mostrados migrando para encontrar novos alimentos.[carece de fontes?]

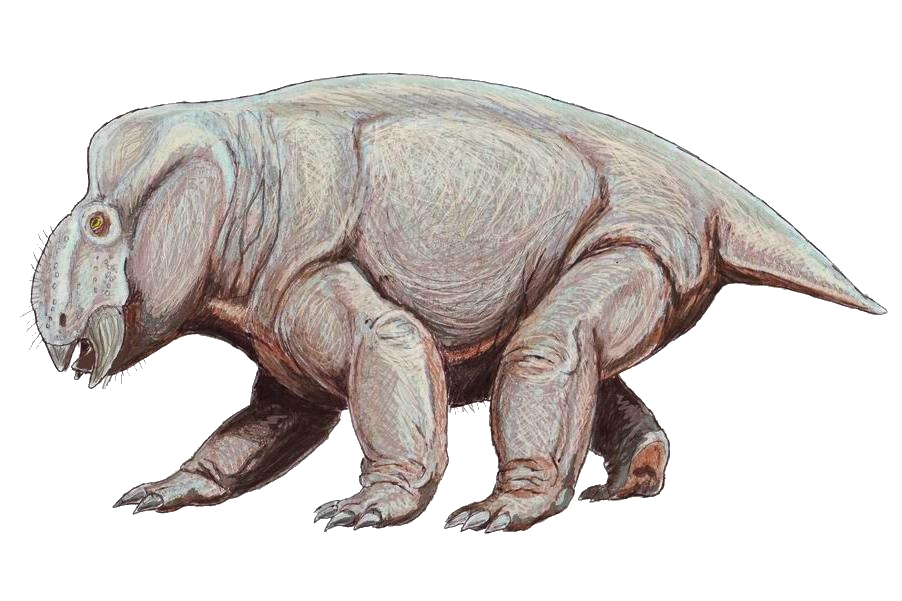
Restauração do Placerias